# Ulrich Graf
Ulrich Graf (15 agosto 1945 – Abbazia, 19 giugno 1977) è stato un pilota motociclistico svizzero.

## Carriera
Nel 1971 e nel 1973 vince il campionato svizzero 50.
Corre nel motomondiale dal 1970 al 1977, nelle classi 50, 125 e 350. Ha corso a bordo di diverse moto: Kreidler, Honda, Yamaha e Jawa. Ha ottenuto in tutto una vittoria, quattro secondi posti e quattro terzi posti e il suo miglior piazzamento finale è stato il 3º posto ottenuto in 50 nel 1976.
Nel 1977, quando correva in 50, durante il GP di Jugoslavia, cade per un cedimento della gomma posteriore, andando a schiantarsi contro delle rocce a bordopista. Muore sul colpo. Questo incidente, assieme a quello di Giovanni Ziggiotto in 250 (l'italiano morirà in ospedale dopo dieci giorni di coma), ha causato la chiusura del circuito di Abbazia.

## Risultati nel motomondiale

### Classe 50
| 1970 | Classe | Moto     |  |  |  |    |  |  |  |  |    |  |  |   |  | Punti | Pos. |
| ---- | ------ | -------- |  |  |  | -- |  |  |  |  | -- |  |  | - |  | ----- | ---- |
| 1970 | 50     | Kreidler |  |  |  | NE |  |  |  |  | NE |  |  | 6 |  | 5     | 19º  |

| 1971 | Classe | Moto     |    |   |    |  |  |  |  |  |    |    |  |  |  | Punti | Pos. |
| ---- | ------ | -------- | -- | - | -- |  |  |  |  |  | -- | -- |  |  |  | ----- | ---- |
| 1971 | 50     | Kreidler | 10 | 9 | NE |  |  |  |  |  | NE | NE |  |  |  | 3     | 29º  |

| 1972 | Classe | Moto     |  |    |    |  |    |  |    |  |  |    |  |    |  | Punti | Pos. |
| ---- | ------ | -------- |  | -- | -- |  | -- |  | -- |  |  | -- |  | -- |  | ----- | ---- |
| 1972 | 50     | Kreidler |  | NE | NE |  | NE |  | 12 |  |  | NE |  | NE |  | 0     |      |

| 1973 | Classe | Moto     |    |    |     |   |    |   |  |  |    |   |  |  |  | Punti | Pos. |
| ---- | ------ | -------- | -- | -- | --- | - | -- | - |  |  | -- | - |  |  |  | ----- | ---- |
| 1973 | 50     | Kreidler | NE | NE | Rit | 6 | NE | 2 |  |  | NE | 7 |  |  |  | 21    | 7º   |

| 1974 | Classe | Moto     |   |  |    |   |    |   |    |   |   |     |   |   |  | Punti   | Pos. |
| ---- | ------ | -------- | - |  | -- | - | -- | - | -- | - | - | --- | - | - |  | ------- | ---- |
| 1974 | 50     | Kreidler | 6 |  | NE | 4 | NE | 7 | 10 | 6 | 3 | Rit | 3 | 5 |  | 44 (49) | 6º   |

| 1975 | Classe | Moto     |    |   |    |   |   |    |   |   |   |     |    |   |  | Punti | Pos. |
| ---- | ------ | -------- | -- | - | -- | - | - | -- | - | - | - | --- | -- | - |  | ----- | ---- |
| 1975 | 50     | Kreidler | NE | - | NE | - | 8 | NE | - | 8 | 9 | Rit | NE | 9 |  | 10    | 14º  |

| 1976 | Classe | Moto     |    |    |   |   |    |   |   |   |   |    |   |  |  | Punti   | Pos. |
| ---- | ------ | -------- | -- | -- | - | - | -- | - | - | - | - | -- | - |  |  | ------- | ---- |
| 1976 | 50     | Kreidler | 10 | NE | 4 | 1 | NE | 2 | 3 | 2 | 2 | NE | 3 |  |  | 69 (80) | 3º   |

| 1977 | Classe | Moto     |    |    |  |   |   |    |     |  |  |  |  |  |  | Punti | Pos. |
| ---- | ------ | -------- | -- | -- |  | - | - | -- | --- |  |  |  |  |  |  | ----- | ---- |
| 1977 | 50     | Kreidler | NE | NE |  | 6 | 7 | NE | Rit |  |  |  |  |  |  | 9     | 11º  |

| Legenda | 1º posto        | 2º posto            | 3º posto            | A punti      | Senza punti        | Grassetto – Pole position Corsivo – Giro più veloce |
| Legenda | Gara non valida | Non qual./Non part. | Ritirato/Non class. | Squalificato | '-' Dato non disp. | Grassetto – Pole position Corsivo – Giro più veloce |

### Classe 125
| 1970 | Classe | Moto  |  |  |  |  |  |  |  |  |  |    |  |   |  | Punti | Pos. |
| ---- | ------ | ----- |  |  |  |  |  |  |  |  |  | -- |  | - |  | ----- | ---- |
| 1970 | 125    | Honda |  |  |  |  |  |  |  |  |  | NE |  | 9 |  | 2     | 51º  |

| 1975 | Classe | Moto   |   |     |   |   |    |    |   |   |   |    |   |   |  | Punti | Pos. |
| ---- | ------ | ------ | - | --- | - | - | -- | -- | - | - | - | -- | - | - |  | ----- | ---- |
| 1975 | 125    | Yamaha | - | Rit | - | - | 10 | NE | - | - | - | NE | - | - |  | 1     | 32º  |

| 1976 | Classe | Moto   |    |    |   |   |    |   |   |    |   |    |   |    |  | Punti | Pos. |
| ---- | ------ | ------ | -- | -- | - | - | -- | - | - | -- | - | -- | - | -- |  | ----- | ---- |
| 1976 | 125    | Yamaha | NE | 11 | - | - | NE | - | - | 17 | - | NE | - | 12 |  | 0     |      |

| Legenda | 1º posto        | 2º posto            | 3º posto            | A punti      | Senza punti        | Grassetto – Pole position Corsivo – Giro più veloce |
| Legenda | Gara non valida | Non qual./Non part. | Ritirato/Non class. | Squalificato | '-' Dato non disp. | Grassetto – Pole position Corsivo – Giro più veloce |

### Classe 250
| 1977 | Classe | Moto   |   |    |   |   |    |   |   |   |   |   |   |   |   | Punti | Pos. |
| ---- | ------ | ------ | - | -- | - | - | -- | - | - | - | - | - | - | - | - | ----- | ---- |
| 1977 | 250    | Yamaha | - | NE | - | - | NQ | - | - | - | - | - | - | - | - | 0     |      |

| Legenda | 1º posto        | 2º posto            | 3º posto            | A punti      | Senza punti        | Grassetto – Pole position Corsivo – Giro più veloce |
| Legenda | Gara non valida | Non qual./Non part. | Ritirato/Non class. | Squalificato | '-' Dato non disp. | Grassetto – Pole position Corsivo – Giro più veloce |

### Classe 350
| 1974 | Classe | Moto   |   |   |   |     |   |     |    |    |   |    |   |   |  | Punti | Pos. |
| ---- | ------ | ------ | - | - | - | --- | - | --- | -- | -- | - | -- | - | - |  | ----- | ---- |
| 1974 | 350    | Yamaha | - | - | - | Rit | - | Rit | NE | 13 | - | NE | - | 8 |  | 3     | 44º  |

| Legenda | 1º posto        | 2º posto            | 3º posto            | A punti      | Senza punti        | Grassetto – Pole position Corsivo – Giro più veloce |
| Legenda | Gara non valida | Non qual./Non part. | Ritirato/Non class. | Squalificato | '-' Dato non disp. | Grassetto – Pole position Corsivo – Giro più veloce |

### Classe 500
| 1974 | Classe | Moto |  |  |  |  |  |  |  |  |  |    |    |    |  | Punti | Pos. |
| ---- | ------ | ---- |  |  |  |  |  |  |  |  |  | -- | -- | -- |  | ----- | ---- |
| 1974 | 500    | Jawa |  |  |  |  |  |  |  |  |  | 22 | NE | NE |  | 0     |      |

| Legenda | 1º posto        | 2º posto            | 3º posto            | A punti      | Senza punti        | Grassetto – Pole position Corsivo – Giro più veloce |
| Legenda | Gara non valida | Non qual./Non part. | Ritirato/Non class. | Squalificato | '-' Dato non disp. | Grassetto – Pole position Corsivo – Giro più veloce |